# Steventon (Hampshire)
Steventon – wieś w Anglii, w hrabstwie Hampshire, w dystrykcie Basingstoke and Deane. Leży 22 km na północny wschód od miasta Winchester i 82 km na zachód od Londynu. Związana z osobą pisarki Jane Austen.